# Milan Kopic
Milan Kopic (Pelhřimov, 13 november 1985) is een linksbenige Tsjechische verdediger. Van 2008 tot medio 2012 stond hij onder contract bij de Nederlandse eredivisieclub sc Heerenveen. Daarna speelde hij een half seizoen voor Slovan Bratislava. Sinds januari 2013 speelt hij bij het Tsjechische Vysočina Jihlava.
Na Michal Švec is hij de tweede Tsjech die uitkomt voor Heerenveen. In zijn geboorteland Tsjechië heeft de jonge verdediger een goede reputatie opgebouwd. In het seizoen 2006/2007 debuteerde Kopic in het Tsjechisch nationaal elftal onder 21, hier speelde hij in totaal 6 wedstrijden voor.

## Sc Heerenveen
Toen hij tekende bij Heerenveen werd hij gezien als een groot talent voor de verdediging, dit heeft hij echter niet waar kunnen maken. Vandaar dat hij ook weinig wedstrijden heeft gespeeld bij Heerenveen. In het seizoen 2009/10 wilde hij daarom ook graag de club verlaten, dit resulteerde halverwege in het seizoen in een verhuur naar het Tsjechische Slavia Praag. Hier speelde hij wel alle wedstrijden, maar raakte aan het einde van het seizoen geblesseerd. Onder de nieuwe coach van Heerenveen,Ron Jans hoopt hij zich te kunnen bewijzen. Hij heeft hier zelfs zijn vakantie voor opgegeven om zo weer fit te raken voor de seizoensstart. Blessureleed bleef hem echter achtervolgen, waardoor hij in zijn laatste contractjaar niet meer voor de eerste selectie in actie komt. In maart 2012 maakte sc Heerenveen duidelijk dat het aflopende contract van Kopic niet verlengd zou worden.

## Carrière
| seizoen | club                | land      | competitie     | wed. | goals |
| ------- | ------------------- | --------- | -------------- | ---- | ----- |
| 2005/06 | FC Vysočina Jihlava | Tsjechië  | Gambrinus liga | 9    | 1     |
| 2006/07 | Sparta Praag        | Tsjechië  | Gambrinus liga | 0    | 0     |
| 2006/07 | FK Mladá Boleslav   | Tsjechië  | Gambrinus liga | 13   | 1     |
| 2007/08 | FK Mladá Boleslav   | Tsjechië  | Gambrinus liga | 23   | 1     |
| 2008/09 | sc Heerenveen       | Nederland | Eredivisie     | 3    | 0     |
| 2009/10 | sc Heerenveen       | Nederland | Eredivisie     | 1    | 0     |
| 2009/10 | Slavia Praag        | Tsjechië  | Gambrinus liga | 9    | 0     |
| 2010/11 | sc Heerenveen       | Nederland | Eredivisie     | 7    | 1     |
| 2011/12 | sc Heerenveen       | Nederland | Eredivisie     | 0    | 0     |
|         | totaal:             | totaal:   | totaal:        | 63   | 4     |

## Erelijst
- KNVB beker: 2009
- Eredivisie: ING Fair Play-prijs 2011